# Nosta Nowotroick
Witiaź Nowotroick (ros. Футбольный клуб «Носта» Новотроицк, Futbolnyj Kłub "Nosta" Nowotroick) – rosyjski klub piłkarski z siedzibą w Nowotroicku, w obwodzie orenburskim.

## Historia
Chronologia nazw:
- 1991—1994: Mietałłurg Nowotroick (ros. «Металлург» Новотроицк)
- 1995—...: Nosta Nowotroick (ros. «Носта» Подольск)

Piłkarska drużyna Mietałłurg została założona w 1991 w Nowotroicku. 21 kwietnia 1991 debiutowała w Drugiej Niższej Lidze Mistrzostw ZSRR.
W Mistrzostwach Rosji od 1992 występował w Drugiej Lidze, z wyjątkiem 2000, kiedy to zmagał się w Pierwszej Dywizji, ale nie utrzymał się i spadł z powrotem.
W 1995 klub zmienił nazwę na Nosta Nowotroick (od skrótu "NOwotroicka STAl".
Od 2007 klub występuje w Pierwszej Dywizji.

## Sukcesy
- 16 miejsce w Drugiej Niższej Lidze ZSRR:

1991
- 5 miejsce w Pierwszej Dywizji:

2008
- 1/8 finału w Pucharze Rosji:

1994, 1999, 2002